# Day Trip
Day Trip från 2008 är ett musikalbum av gitarristen Pat Metheny tillsammans med Christian McBride och Antonio Sanchez.

## Låtlista
All musik är skriven av Pat Metheny.
1. Son of Thirteen – 5:49
2. At Last You're Here – 8:00
3. Let's Move – 5:22
4. Snova – 6:01
5. Calvin's Keys – 7:31
6. Is This America? – 4:36
7. When We Were Free – 9:08
8. Dreaming Trees – 7:47
9. The Red One – 4:50
10. Day Trip – 9:03

## Medverkande
- Pat Metheny – gitarr
- Christian McBride – bas
- Antonio Sanchez – trummor

## Mottagande
Skivan fick ett gott mottagande när den kom ut med ett snitt på 3,9/5 baserat på tre recensioner.

## Listplaceringar
| Lista (2008) | Topplacering |
| ------------ | ------------ |
| Italien      | 18           |
| Tyskland     | 68           |
| Frankrike    | 73           |